# ポルトガル領タンジェ

ポルトガル領タンジェ
Tânger Portuguesa (ポルトガル語)
طنجة البرتغالية (アラビア語)

タンジェの地図

ポルトガル領タンジェ（ポルトガルりょうタンジェ、アラビア語: طنجة البرتغالية、ポルトガル語: Tânger Portuguesa ）は、モロッコの都市タンジェのポルトガル支配時代である。1471年から1580年まで、および1640年から1661年まではポルトガル王国によって統治され、1580年から1640年まではイベリア連合の一部としてポルトガル評議会によって統治された。

## 歴史
ポルトガルはかねてからタンジェの占領に挑んでいたが、1437年、1458年、そして1464年の試みはいずれも失敗した。1471年のアシラー征服の後で成功した。ポルトガルはこの時期に複数のヨーロッパ風の建築物を建てた。その後、モロッコのワッタース朝は1508年、1511年、1515年に奪回を試みたが成功しなかった。
モロッコとポルトガルが戦ったアルカセル・キビールの戦いによって1580年のポルトガル継承危機が起きてイベリア連合が成立したことで、1580年から1640年まではポルトガル評議会の下でタンジェは統治された。
ポルトガル王政復古戦争の後、タンジェの主権はポルトガル王国に割譲された。
1661年、タンジェは持参金としてイングランドに譲られた。イングランドとモロッコ軍の間で戦いが始まり、最終的にはモロッコの勝利で終わった。